# Carta de amor

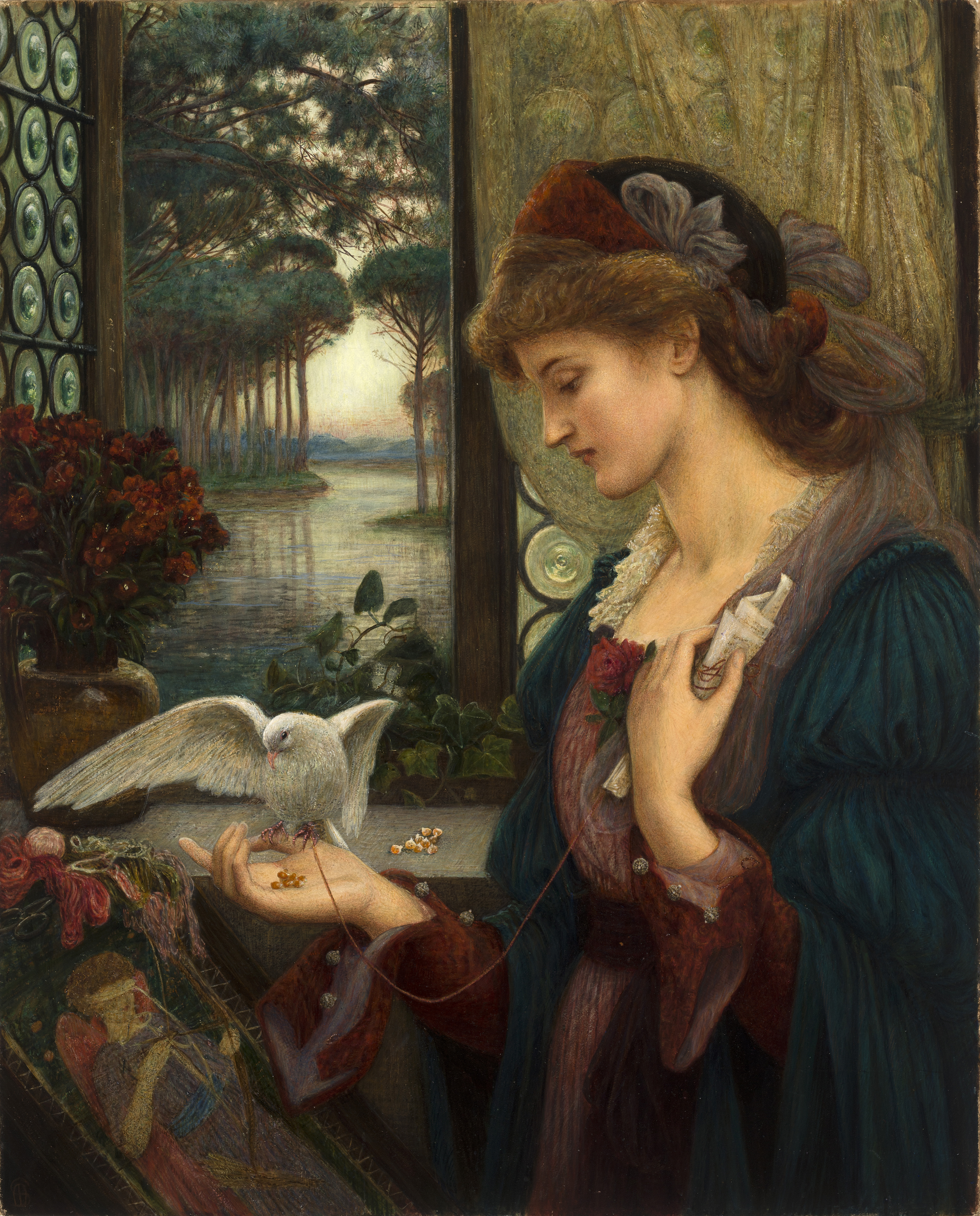
El amor es el mensajero de Marie Spartali Stillman

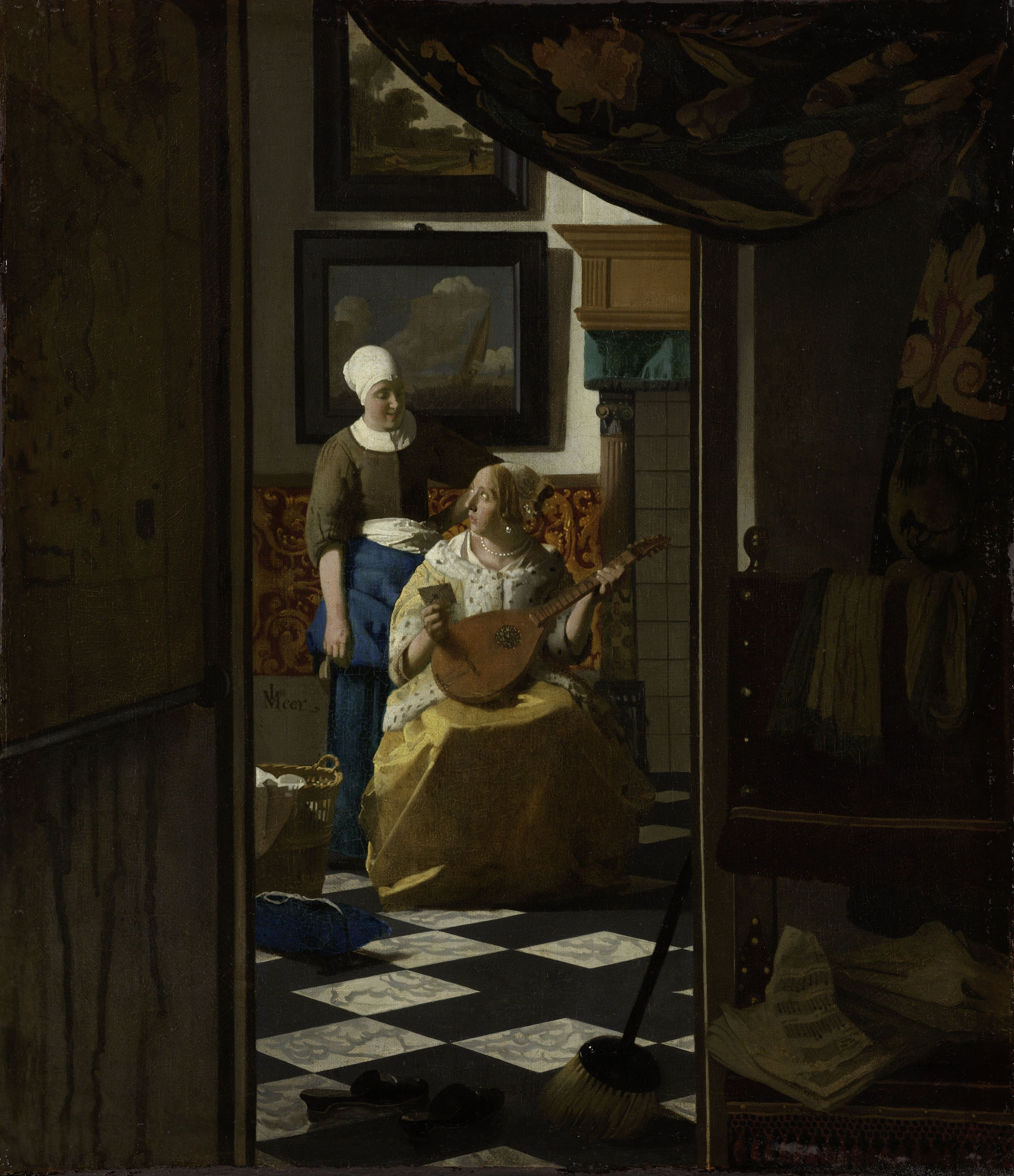
The Love Letter de Johannes Vermeer.

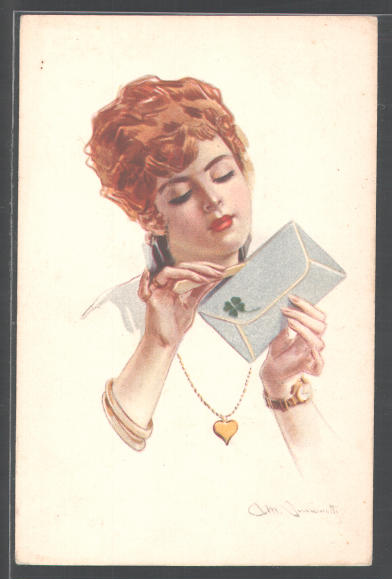
Amedeo Momo Simonetti: Abriendo una carta de amor

Una carta de amor es una forma romántica de expresar sentimientos de amor en forma escrita. Si se entrega en mano, mail, con una paloma mensajera, e-mail, tuit, o para más romántico se deja en un lugar secreto, la Carta puede ser cualquier cosa, desde un mensaje corto y simple de amor hasta una larga explicación de los sentimientos. Las cartas de amor pueden "moverse a través de la más amplia gama de emociones: devoción, decepción, dolor e indignación, autoconfianza, ambición, impaciencia, autorreproche y resignación.

## Reseña histórica
La carta de amor es, probablemente, casi tan antigua como la civilización misma por escrito. Ejemplos del Antiguo Egipto van desde el más formal - 'la viuda real...Anjesenamón escribió una carta al rey de los hititas, antiguo enemigo de Egipto, rogándole que enviaran a uno de sus hijos a Egipto para casarse con ella " - al los pies en la tierra : que yo" se bañan en tu presencia , para que yo dejaré ver mi belleza en mi túnica de lino más fino , cuando está mojado'. La China Imperial podría exigir un mayor grado de habilidad literaria : cuando una heroína, frente a un matrimonio arreglado, le escribió a su novia de la infancia y exclamó -, qué talento elección habla en sus palabras bien escogidas ... todo respira el estilo de un Li Bai. ¿Cómo diablos puede alguien querer casarla con algún patán de monótono?'.
In Ovid's Rome, 'la construcción difícil y la recepción de la carta de amor' formaron el centro de su Arte de amar o Arte del Amor: la carta de amor se encuentra en el centro de la erótica de Ovidio'.
La Edad Media vio el desarrollo formal del Arte dictaminis, incluyendo el arte de la carta de amor, desde su apertura  hasta su cierre. Para los saludos, la escala en las cartas de amor está muy bien calificado de "A la noble y discreta señora P., adornado con todas elegancia, saludo" a los fervores líricos de "La mitad de mi alma y la luz de mis ojos ... saludo, y ese deleite que es más allá de toda palabra y acción para expresar ". La sustancia similar 'oscila entre equivoque dudoso exquisita y fantástica sueños', llegando a los llamamientos de 'la seguridad "que se preocupa por mí como me preocupo por ti "'.
La carta de amor continuó siendo enseñada como una habilidad en el inicio del siglo XVIII, como en el Spectator de Richard Steele. Tal vez como reacción, la artificialidad del concepto llegó a ser desconfiado por el Romanticismo: '" Una carta de amor ? Mi carta - una carta de amor ? Que ... vino directamente de mi corazón "'.

## La carta de amor moderna
La carta de amor continuó floreciendo en la primera mitad del siglo XX - F Scott Fitzgerald nos da una Flapper absorbida en la composición de una de esas cartas sin compromiso, maravillosamente esquivos que sólo una niña puede escribir' - e incluso puede haber sido alentada por el entonces prevalencia de la guerra mundial. Antes de la amplia utilización de las telecomunicaciones, las cartas eran una de las pocas maneras para que una pareja permaneciera en contacto, sobre todo en tiempos de guerra: cuando uno de ellos se envió o estacionado a cierta distancia de la otra, el "ser" aparte emociones a menudo intensificadas. A veces una comunicación normal deseada podría dar lugar a una carta expresando el amor, la nostalgia y deseos: "el acto mismo de la escritura suele provocar sentimientos de amor en el escritor '. Durante estos tiempos, "cartas de amor" eran el único medio de comunicación, y los soldados de las direcciones deseables jovencitas incluso intercambian de manera que se podrían iniciar una comunicación inicial y posible inicio de una relación. En el lado negativo, cuando la correspondencia se retrasó, "nuestro movimiento, el secreto, la batalla ... podría ser explicado, pero ninguna explicación tranquilizó mi preocupación '; sin embargo, cuando llegaron las cartas, las contingencias operacionales podrían significar la necesidad de "Doblar la carta cuidadosamente lejos ... Dobla todo ese mundo de distancia, y la pasión y el amor, de manera que no podían ser heridos; pero por supuesto que estaban allí ... cuando vi a un hombre, cualquier hombre, leyendo una carta '.
En la segunda mitad del siglo, con la llegada de la sociedad tolerante -'encarcelar en la unión física" y la instantaneidad de la Era de la información, el arte más distanciada y matizada de la carta de amor podría decirse que ha caído un poco en desgracia: "¿qué podría ser más ligada a la tradición de (heterosexual) carta de amor de una mujer?'. Una pareja puede separar en vez irónicamente con el intercambio , " Deberías haber dicho - que voy a escribir . " " Pero no lo haremos. " " No, pero vamos a preservar las formas, las formas ' por lo menos ... ".
Incluso en la era electrónica, sin embargo, la carta de amor humilde , posiblemente, puede aún desempeñar su papel en la vida, si en nuevos formatos (ejemplificada quizás en  You've Got Mail); y ' en Internet, se pueden encontrar numerosos sitios en los que las personas obtienen consejos sobre cómo escribir una carta de amor '. A veces las letras son preferibles a los cara a cara de contacto, ya que pueden ser escritos como los pensamientos vienen a la mente del autor . Esto puede permitir que los sentimientos sean expresados con más facilidad que si el escritor estuviera en la presencia de la amada . Además, expresa fuertes sentimientos emocionales a papel o alguna otra forma permanente puede ser una expresión de deseo en sí mismo y la importancia de la amada y emociones del amante . Tal vez alguno "correspondencia es una especie de historia de amor... matizado con un erotismo sutil pero palpable; mientras que por el contrario, en el móvil , Twitter o Tweet "telegraphese era contagioso", y el cierre de sesión "LOL, tacto frío BN adiós " ... nos sentimos como tener una madre joven desinteresado '.
La expresión de los sentimientos puede hacer a un amor existente o con la esperanza de establecer una nueva relación; y la creciente escasez y el encanto emocional consecuente del correo personal también pueden servir para enfatizar la importancia emocional del mensaje.

### "Possesion"
En el libro Posesión de A. S. Byatt, la trama (siglo XX) se convierte en el descubrimiento de las cartas de amor entre dos figuras literarias (siglo XIX): "como si hubieras encontrado- cartas de amor de Jane Austen". En su última carta, devolviendo la correspondencia, el hombre dice: 'Usted debe quemarlos, creo, y, sin embargo, si Pedro Abelardo hubiera destruido las maravillosas palabras de Eloísa, si las "Letters of a Portuguese Nun" se hubieran mantenido en silencio, ¿hasta qué punto nos habríamos hecho pobres?, ¿cuánto menos, sabio?'.
El libro también explora las cartas de amor, posteriormente, "excluye el lector como lector, se escriben, si son verdaderas cartas , para  un lector"; así como la "calidad normalmente no reconocido de ... el mantenimiento de la distancia" en la cara de la secta de "dejar que todo el rato ... cuestionamos todo, excepto el papel central de la sexualidad" - un tema resume tal vez en el destino de las mismas letras.

### Encore: "Una carta de amor"
Lacan ligado constantemente al deseo y a la letra: "La función del deseo es el último residuo del efecto del significante en el tema". De hecho él más tarde lo llamó un seminario  "una carta de amor", haciendo hincapié en el mismo qué "hablar de amor es en sí mismo un gozo". Fue tal vez en relación con la carta de amor que él admitió que "en la vida de un hombre, una mujer es algo en lo que él cree .. donde cree efectivamente estarle diciendo algo. Fue entonces cuando las cosas se cegaron - para creer en, uno cree que  ella. Es lo que se llama amor". Afortunadamente (agregó) "Creer que una mujer es, gracias a Dios, un estado generalizado - lo que hace que para la compañía, ya no está solo".

## Estilo y ambiente
Como en cualquier carta, una carta de amor puede ser escrita en cualquier estructura o estilo. Un método popular es históricamente como un  Soneto u otra forma es Poesía. Los Sonetos (Shakespeare) por supuesto de William Shakespeare se citan a menudo como buenos ejemplos de cómo escribir temas emocionales. La estructura y las sugerencias de las cartas de amor han sido objeto de muchos libros publicados, como la Antología del libro Love Letters of Great Men. Después de leer cientos de cartas de amor para su colección The Book of Love, Cathy N. Davidson confiesa, " Cuantos más títulos leo, menos me fue capaz de generalizar acerca de mujeres, comparando las formas masculinas de amar o de expresar ese amor "'.
Después finalizar una relación, volver las cartas de amor al remitente o quemarlas pueden simbolizar el dolor que se siente. En el pasado, las cartas de amor también se necesitaban para ser devueltas como una cuestión de honor: una carta de amor, sobre todo para una dama, se pedía compromiso o más tarde en su vida vergüenza, por el uso de "cartas comprometedoras ... para chantaje u otros fines"  fue un cliche Victoriano.
Algunas empresas de papelería producen Papel y Sobres específicamente para cartas de amor. Algunos de estas son perfumadas -"lavanda molida... una nueva experiencia sensorial en la lectura de una carta" - aunque la mayoría de la gente prefiere rociarlas con su propio Perfume. Esto pone de relieve, en la mente del receptor, la conexión física que se produjo entre ellos en esta forma de comunicación y por lo tanto puede reforzar el impacto de la carta.